# The Miracle
| 평가 점수                     | 평가 점수 |
| 출처                          | 점수      |
| ----------------------------- | --------- |
| AllMusic                      | [ 2 ]     |
| Chicago Tribune               | [ 3 ]     |
| Encyclopedia of Popular Music | [ 4 ]     |
| NME                           | 6/10      |
| Q                             | [ 6 ]     |
| Record Mirror                 | [ 7 ]     |
| Rolling Stone                 | [ 8 ]     |
| The Rolling Stone Album Guide | [ 9 ]     |

《The Miracle》은 1989년 5월 22일, 미국의 캐피틀 레코드에 의해 발표된 영국의 록 밴드 퀸의 열세 번째 스튜디오 음반으로, 영국의 팔로폰 레코드에 의해 발매된 이 밴드의 첫 스튜디오 음반이다. 이 음반은 1987년 브라이언 메이의 결혼 문제와 프레디 머큐리의 에이즈 진단으로부터 회복된 것으로 녹음되었다(그 때에 알려지지는 않았지만, 밴드에 알려졌다). 녹음은 1988년 1월에 시작되어 1년 내내 계속되었다. 이 음반은 원래 《The Invisible Man》으로 불릴 예정이었으나 발매 3주 전에 로저 테일러에 따르면 이 음반의 이름을 《The Miracle》로 바꾸기로 결정했다. 이 음반은 또한 앞면 커버에 밴드 사진이 있는 마지막 퀸 음반이었다.
이 음반은 영국, 오스트리아, 독일, 네덜란드, 스위스에서 1위에 올랐고 미국 빌보드 200 차트에서 24위에 올랐다. 《The Miracle》은 5백만 장이 팔린 것으로 추정되는데, 이는 미국에서의 판매 부진에도 불구하고 전 세계적으로 판매된 음반이다. 올뮤직은 《The Game》과 함께 《The Miracle》을 1980년대의 퀸의 베스트 음반으로 선정할 것이다. 이 밴드는 프레디 머큐리와 함께 녹음된 것으로 밝혀질 것이다. 프레디 머큐리가 그들의 다음 음반인 《Innuendo》가 발매된 지 9개월이 지난 1991년 11월에 세상을 떠났다.

## 커버 아트
인상적인 커버 아트는 당시 예술 이미지 조작 기술의 상태였던 콴텔 페인트박스를 사용하여, 각각의 신용을 생략하고 단순히 그들의 음악을 퀸의 산물로 제시하기로 한 결정에 따라, 네 명의 밴드 멤버들의 친숙한 얼굴 사진을 하나의 형태별 모핑 이미지로 결합시켰다. 뒷면 커버는 밴드들의 눈매의 매끄러운 연대로 한 걸음 더 나아갔다.

## 곡 목록
언급하지 않는 한 모든 리드 보컬은 프레디 머큐리이다.
| #  | 제목                  | 작사·작곡                             | 리드 보컬       | 재생 시간 |
| -- | --------------------- | ------------------------------------- | --------------- | --------- |
| 1. | 〈Party〉             | 프레디 머큐리, 브라이언 메이, 존 디콘 | 머큐리와 메이   | 2:24      |
| 2. | 〈Khashoggi's Ship〉  | 머큐리, 메이, 디콘, 로저 테일러       |                 | 2:47      |
| 3. | 〈The Miracle〉       | 머큐리, 디콘                          |                 | 5:02      |
| 4. | 〈I Want It All〉     | 메이                                  | 머큐리와 메이   | 4:41      |
| 5. | 〈The Invisible Man〉 | 테일러                                | 머큐리와 테일러 | 3:55      |

| #   | 제목                    | 작사·작곡      | 재생 시간 |
| --- | ----------------------- | -------------- | --------- |
| 6.  | 〈Breakthru〉           | 머큐리, 테일러 | 4:07      |
| 7.  | 〈Rain Must Fall〉      | 머큐리, 디콘   | 4:20      |
| 8.  | 〈Scandal〉             | 메이           | 4:42      |
| 9.  | 〈My Baby Does Me〉     | 머큐리, 디콘   | 3:22      |
| 10. | 〈Was It All Worth It〉 | 머큐리         | 5:45      |

## 인증
| 국가                                                  | 인증     | 판매량/출하량 |
| ----------------------------------------------------- | -------- | ------------- |
| 오스트레일리아 (ARIA)                                 | 골드     | 35,000^       |
| 오스트리아 (IFPI 오스트리아)                          | 골드     | 25,000*       |
| 핀란드 (Musiikkituottajat)                            | 골드     | 43,130        |
| 프랑스 (SNEP)                                         | 골드     | 100,000*      |
| 독일 (BVMI)                                           | 플래티넘 | 500,000^      |
| 이탈리아                                              | —        | 150,000       |
| 네덜란드 (NVPI)                                       | 플래티넘 | 100,000^      |
| 뉴질랜드 (RMNZ)                                       | 골드     | 7,500^        |
| 폴란드 (ZPAV) 2009 Agora SA album reissue             | 플래티넘 | 20,000*       |
| 스페인 (PROMUSICAE)                                   | 플래티넘 | 100,000^      |
| 스위스 (IFPI 스위스)                                  | 플래티넘 | 50,000^       |
| 영국 (BPI)                                            | 플래티넘 | 500,000       |
| 요약                                                  |          |               |
| 유럽                                                  | —        | 2,000,000     |
| *판매량을 기반으로 한 인증 ^출하량을 기반으로 한 인증 |          |               |